# Tadeusz Kowalczyk (ur. 1949)
Tadeusz Józef Kowalczyk (ur. 16 marca 1949 w Sobowicach) – polski polityk, nauczyciel, samorządowiec, poseł na Sejm II kadencji.

## Życiorys
Ukończył w 1993 studia na wydziale mechanicznym Politechniki Krakowskiej. Pracował jako nauczyciel przedmiotów zawodowych. Pełnił funkcję posła na Sejm II kadencji wybranego z listy Polskiego Stronnictwa Ludowego w okręgu kieleckim. Od 1998 wieloletni radny sejmiku świętokrzyskiego (reelekcję uzyskiwał w 2002, 2006, 2010 i 2014), od 2006 do 2010 był jego przewodniczącym. W 2011 kandydował do Senatu, przegrywając z Mieczysławem Gilem. W tym samym roku powrócił na funkcję przewodniczącego sejmiku, zastępując Marka Gosa, pełnił ją do końca IV kadencji samorządu wojewódzkiego. W V kadencji został wybrany na wiceprzewodniczącego sejmiku. W 2018 bez powodzenia ubiegał się o reelekcję, mandat objął w 2019 w miejsce Adama Jarubasa.

## Odznaczenia
- Krzyż Kawalerski Orderu Odrodzenia Polski (2010)[5]
- Złoty Krzyż Zasługi (2000)[6]
- Złoty Medal za Zasługi dla Policji (2012)[7]
- Złoty Medal „Za zasługi dla obronności kraju” (2015)[8]
- Odznaka Honorowa Województwa Świętokrzyskiego (2015)[8]